# Order „Za zasługi wojskowe”
Order „Za zasługi wojskowe” (ros. Oрден «За военные заслуги») – odznaczenie państwowe dla żołnierzy Sił Zbrojnych Federacji Rosyjskiej.
Jednoklasowy order został ustanowiony 2 marca 1994 Dekretem Prezydenta Federacji Rosyjskiej Borysa Jelcyna jako nagroda za 10 lat nieskazitelnej służby w Siłach Zbrojnych FR lub za akty odwagi i umacniania braterstwa między armią rosyjską i innymi armiami.
Odznaką orderu jest srebrny krzyż z promienistymi ramionami, leżący na kwadratowej plakietce w barwach flagi Rosji. Medalion środkowy krzyża pokazuje srebrnego dwugłowego orła rosyjskiego z tarczą św. Jerzego na piersi, otoczonego srebrną obwódką z napisem ЗA ВOEННЫE ЗACЛYГИ (Za zasługi wojskowe) w górnej części i z wieńcem laurowym w dolnej części.
Order noszony jest na pięciokątnej rosyjskiej blaszce opiętej na krzyż niebieską wstążką z biało-czerwono-białym paskami w środku. Odpowiada mniej więcej Orderowi Czerwonego Sztandaru dawnego ZSRR.